# A Coruña (stad)

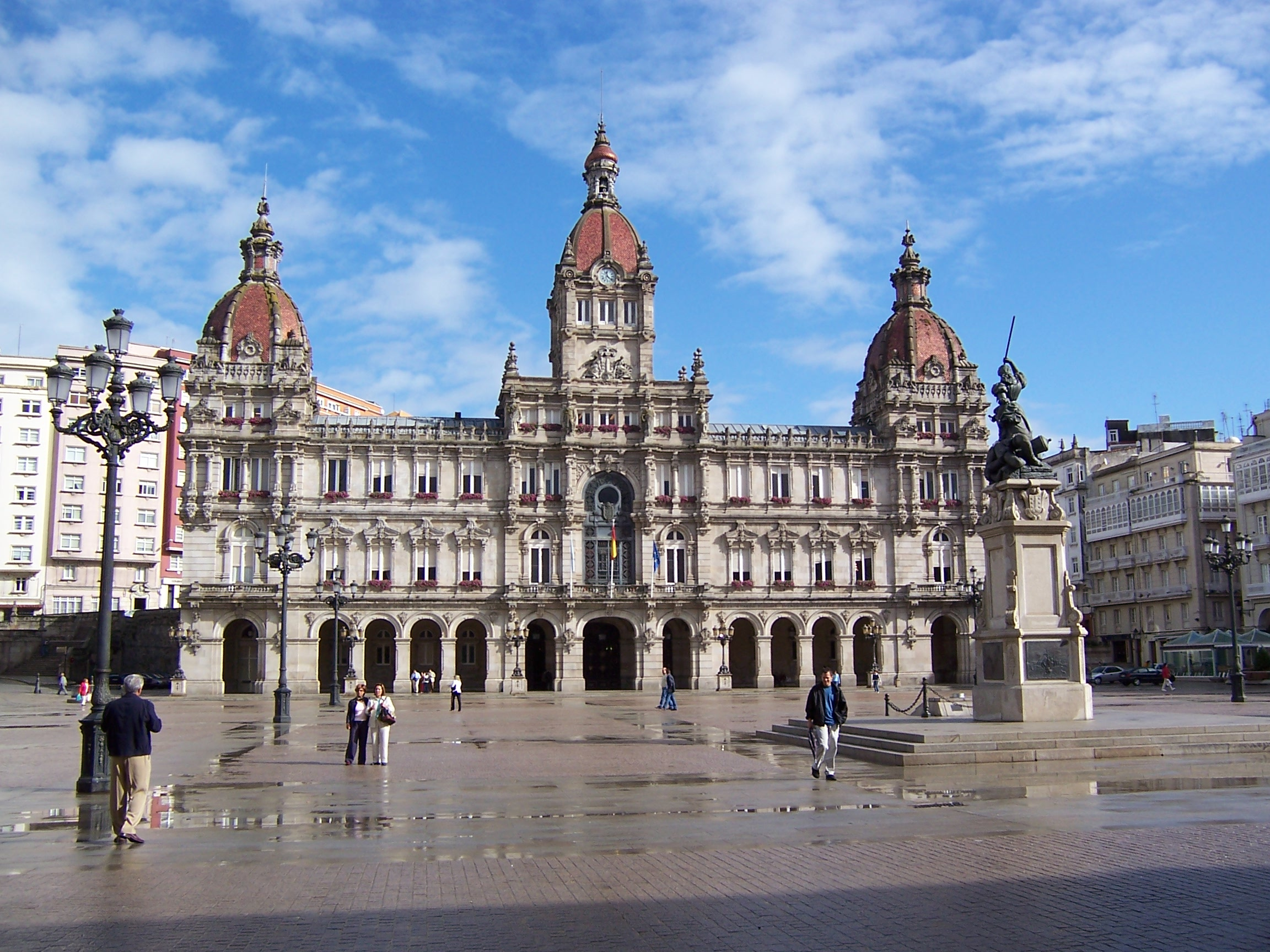
Stadhuis A Coruña

A Coruña (Spaans: La Coruña, Galicische en officiële naam: A Coruña) is een stad en gemeente in de Spaanse autonome regio Galicië. De stad ligt in het uiterste noordwesten van Spanje, aan de Atlantische Oceaan, en beslaat bijna 37 vierkante kilometer. A Coruña had in 2023 een inwonertal van 247.376. Het is de hoofdstad van de provincie A Coruña maar niet van Galicië, dat is namelijk Santiago de Compostella. Ze is evenmin de grootste stad van deze regio, want dat is Vigo. A Coruña geldt als het economisch centrum van Galicië. De industrie is voornamelijk gericht op visserij en de daarbij behorende producten zoals maritieme navigatie of koelingsystemen voor het transport van vis en zeevruchten.

## Naam
De naam "Coruña" stamt af van het Latijnse "Caronium", dat ooit een Romeins oppidum was. In de 7e eeuw verscheen de naam als eerste, als "Crunia". In 1262 was dit verbasterd tot "La Crunia", dat later zou veranderen in "La Coruña", oftewel in het Galicisch "A Coruña" (alleen het lidwoord "La" verandert in "A"). A Coruña is de officiële naam van de stad en de gelijknamige provincie sinds 1983. Desondanks wordt "A Coruña" vrijwel alleen gebruikt in officiële documenten in het Galicisch. In het Castiliaans Spaans is het gebruik van "La Coruña" algemeen geaccepteerd. Regionaal wordt het "A" of "La" achterwege gelaten. Men noemt de stad simpelweg "Coruña".

## Geschiedenis

### Prehistorie en Romeinse tijd
De eerste echte bewoners van A Coruña en omgeving waren de Keltische Ártabros, een van de volkeren die ongeveer 500 voor Christus Spanje en Portugal bewoonden. De Romeinen kwamen in de 2e eeuw v.Chr. in het gebied. In het jaar 62 v.Chr. arriveerde Julius Caesar in A Coruña, dat destijds "Brigantium" heette. Vanaf dat moment groeide de stad uit tot een haven die handelde met Frankrijk, Nederland en Engeland. Er werd onder andere metaal gevonden. Een duidelijk teken van de economische positie die Brigantium innam, is de vuurtoren van de stad (de Herculestoren), die werd gebouwd in de 1e eeuw na Chr.. Het is de enige Romeinse vuurtoren ter wereld die men in het begin van de 21e eeuw nog in zijn geheel kan zien.

### Middeleeuwen
Tijdens de middeleeuwen werd een groot deel van Spanje veroverd door de Moren die het nieuwe rijk Al-Andalus oprichtten. Het Arabisch gezag hield het in Galicië en A Coruña maar kort uit. Men vluchtte na korte tijd terug naar het zuiden, zowel door het sterke verzet van de Galicische bevolking als de grote Berberopstand. Het is zelfs niet geheel bekend of de moslims hier geweest zijn, want er zijn geen archeologische vondsten gedaan. Na het vertrek van de Moren hoorde A Coruña en heel Galicië weer bij het koninkrijk León en vanaf de 11e eeuw bij het koninkrijk Castilië.
In 1446 kreeg A Coruña haar officiële stadsrechten van koning Johan II van Castilië. In de 16e eeuw, tijdens de grote Spaanse kolonisatie en de zogenaamde Gouden Eeuw van Spanje liet koning Karel I van Spanje het "Casa de Contratación" in de stad bouwen. Dit gebouw werd het nieuwe administratieve hoofdkantoor voor de handel van kruiden en specerijen uit de Nieuwe Wereld. Als bescherming voor dit regeringsgebouw werd later het Castillo de San Antón gebouwd.

### De 16e eeuw t/m 18e eeuw
In deze periode maakte Spanje een groot aantal oorlogen door, waardoor A Coruña met een economische recessie te maken kreeg. In de 16e eeuw ontstonden grote spanningen tussen aartsvijanden koning Filips II van Spanje en koningin Elizabeth I van Engeland. De Spaanse koning stuurde daarom de vloot genaamd Armada Invencible ('Onoverwinnelijke Vloot') in noordelijke richting, om Engeland aan te vallen. De Spanjaarden verloren hopeloos van de Engelsen in Het Kanaal, nadat veel van hun schepen in brand waren gestoken en ongeveer 2000 mannen om het leven kwamen. In 1589 kwam de Engelse tegenaanval op A Coruña. De Engelse koningin stuurde admiraal Francis Drake naar de stad om wraak te nemen op de Spaanse koning. De aanval werd afgeslagen, mede door de heroïsche inbreng van slagersvrouw María Pita. De Engelsen verlieten de stad op 19 mei 1589, nadat zij het klooster Santo Domingo, de vissershaven, en de wijk ‘Santo Tomás’ compleet hadden verwoest. Op een van de pleinen van A Coruña staat een standbeeld van deze heldin.

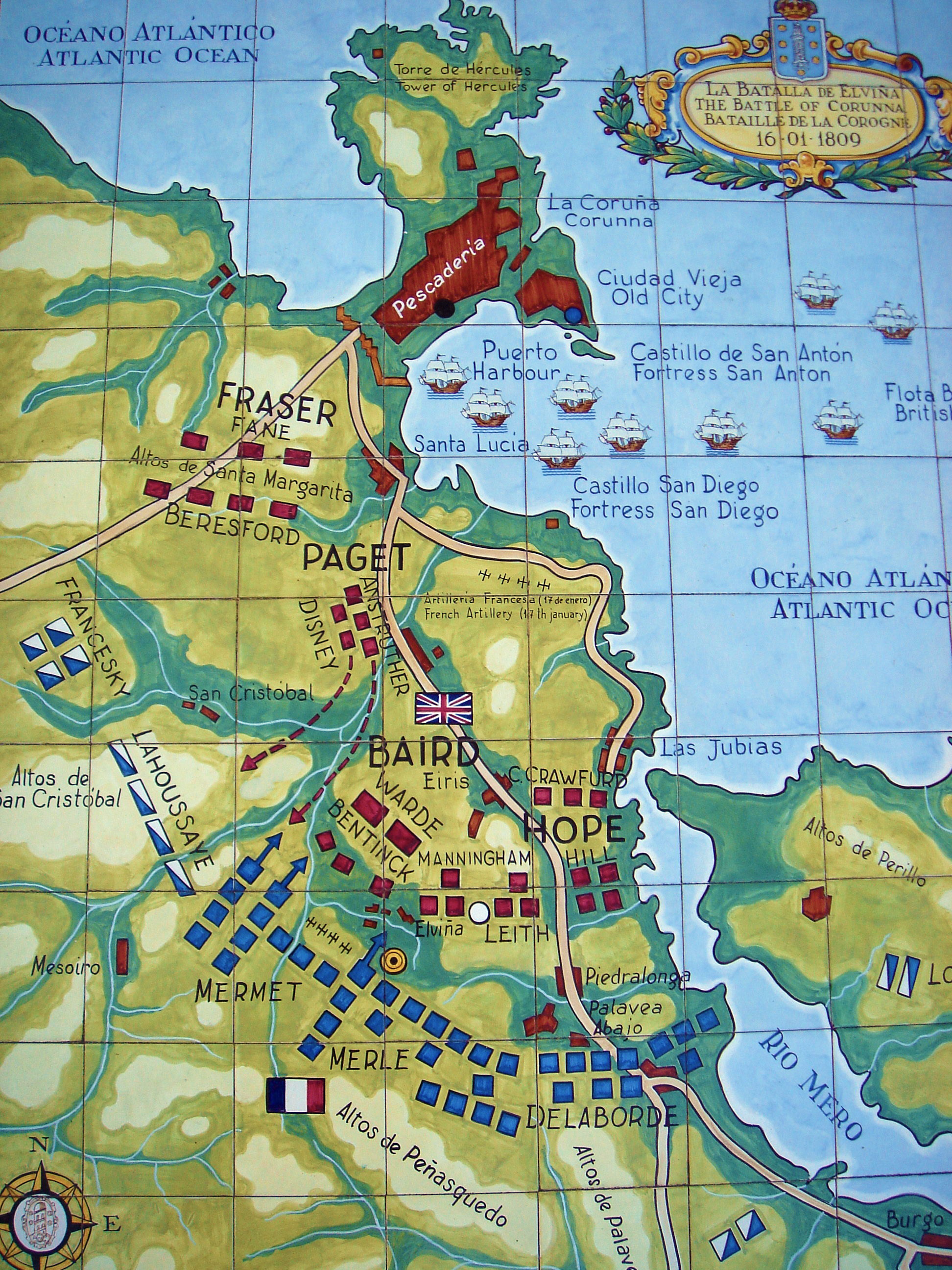
Kaart van de Slag bij Elviña

### De 19e eeuw
Tijdens de eerste helft van de 19e eeuw groeide het inwonertal van A Coruña aanzienlijk van 12.000 naar 20.000 inwoners in 1850. De stad werd in 1808 overigens wederom aangevallen, ditmaal door de Franse troepen van Napoleon Bonaparte. Galicië sloeg echter hard terug, en won op 16 januari 1809 de Slag bij Elviña, een van de belangrijkste gevechten van de Spaanse Onafhankelijkheidsoorlog. De Engelsen waren Spanje hierbij te hulp gekomen. Tijdens een slag tussen de Engelsen en de Franse troepen sneuvelde generaal John Moore. Zijn graf ligt in een park midden in de oude stad.
Een aantal maanden later verlieten de Fransen Galicië voorgoed. Aan het einde van de 19e eeuw begon langzaam maar zeker de industrialisatie van A Coruña, en werd de basis gelegd van wat tegenwoordig het industriële centrum van Galicië is.

### De 20e en 21e eeuw
Aan het begin van de 20e eeuw maakte A Coruña een sterke economische en demografische groei door. De stad breidde zich in oppervlakte enorm uit, de haven werd gemoderniseerd, er kwamen nieuwe industrieën de stad binnen, de openbare voorzieningen werden verbeterd en er werd een groot aantal nieuwe wijken en gebouwen geconstrueerd. Pas ver na 1990 er een aanzienlijke verbetering ingezet op het gebied van de infrastructuur, sportvoorzieningen en is geïnvesteerd om de stad en diens omgeving toeristisch aantrekkelijker te maken.

## Geografie
Afstanden naar andere steden:
- Barcelona: 1102 kilometer
- Bilbao: 553 kilometer
- León: 315 kilometer
- Lissabon: 610 kilometer
- Madrid: 592 kilometer
- Málaga: 1125 kilometer
- Oviedo: 290 kilometer
- Porto: 300 kilometer

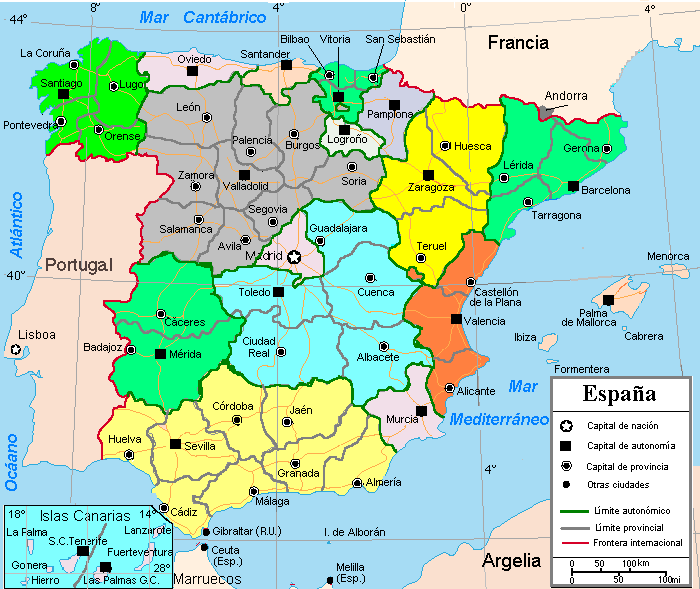
Kaart van Spanje

- Santiago de Compostella: 75 kilometer
- Sevilla: 990 kilometer
- Valencia: 958 kilometer
- Valladolid: 439 kilometer
- Vigo: 160 kilometer
- Zaragoza: 781 kilometer

## Klimaat

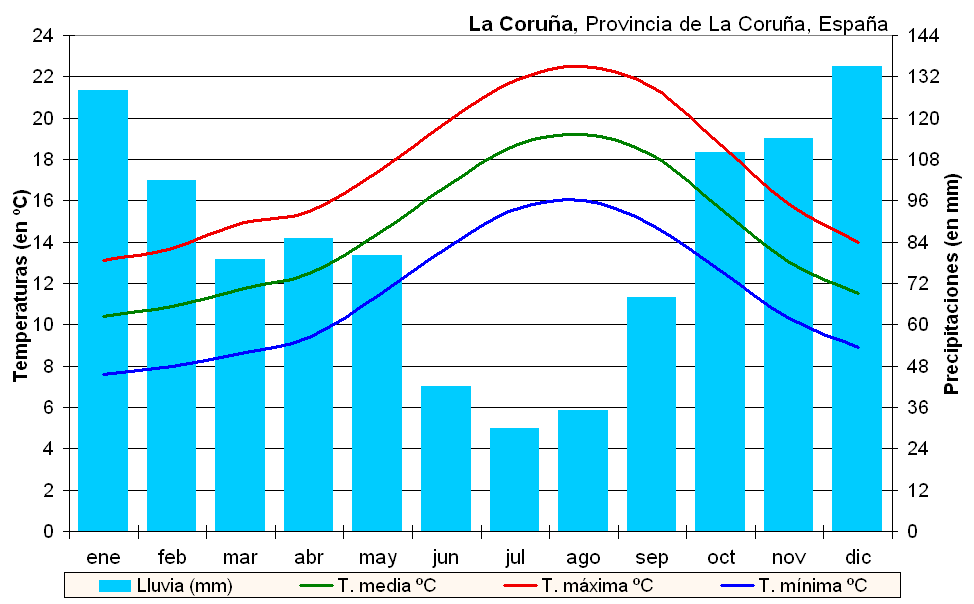
Klimaatgrafiek van A Coruña

A Coruña heeft volgens de Klimaatclassificatie van Köppen een gematigd mediterraan klimaat (type "Csb"). Dit klimaat is anders dan het hete binnenland van Spanje (zoals in Sevilla of Madrid) of het zonnige mediterrane gebied (zoals in Barcelona of Valencia) De zomers zijn voor Spaanse begrippen fris, buiten een aantal hittegolven, en zijn te vergelijken met de Nederlandse zomers. De winters zijn een stuk milder dan in Nederland, de laagste gemiddelde minimumtemperatuur in december bedraagt namelijk 8 graden Celsius.
Het is een van de meest regenachtige steden van het Iberisch Schiereiland, met meer dan 1000 millimeter neerslag per jaar, wat daarentegen zorgt voor een groene en levendige flora in de omgeving.
Niettemin houdt men in de stad strikt de siësta en zijn de meeste winkels tussen 14.00 en 17.00 uur gesloten.

## Demografie
A Coruña heeft net als vele andere steden de ontwikkeling van stad naar agglomeratie of metropool doorgemaakt. In de jaren 90 daalde het inwonertal van de stad dan ook met 3.500 maar in de totale agglomeratie A Coruña kreeg er 20.000 inwoners bij. Dit komt niet alleen door de groei van de buitenwijken en voorsteden maar ook door de komst van buitenlandse immigranten, voornamelijk uit Zuid-Amerika en het Midden-Oosten, tot nog toe echter in veel kleinere mate dan steden als Madrid en Barcelona. Bijna 90% van de inwoners van de stad zijn geboren in Galicië, en 96% is Spaans.

### Ontwikkeling
Bron: INE; 1857-2011: volkstellingen
Opm: Bevolkingscijfers in duizendtallen; aanhechting van Oza (1920)

## Economie

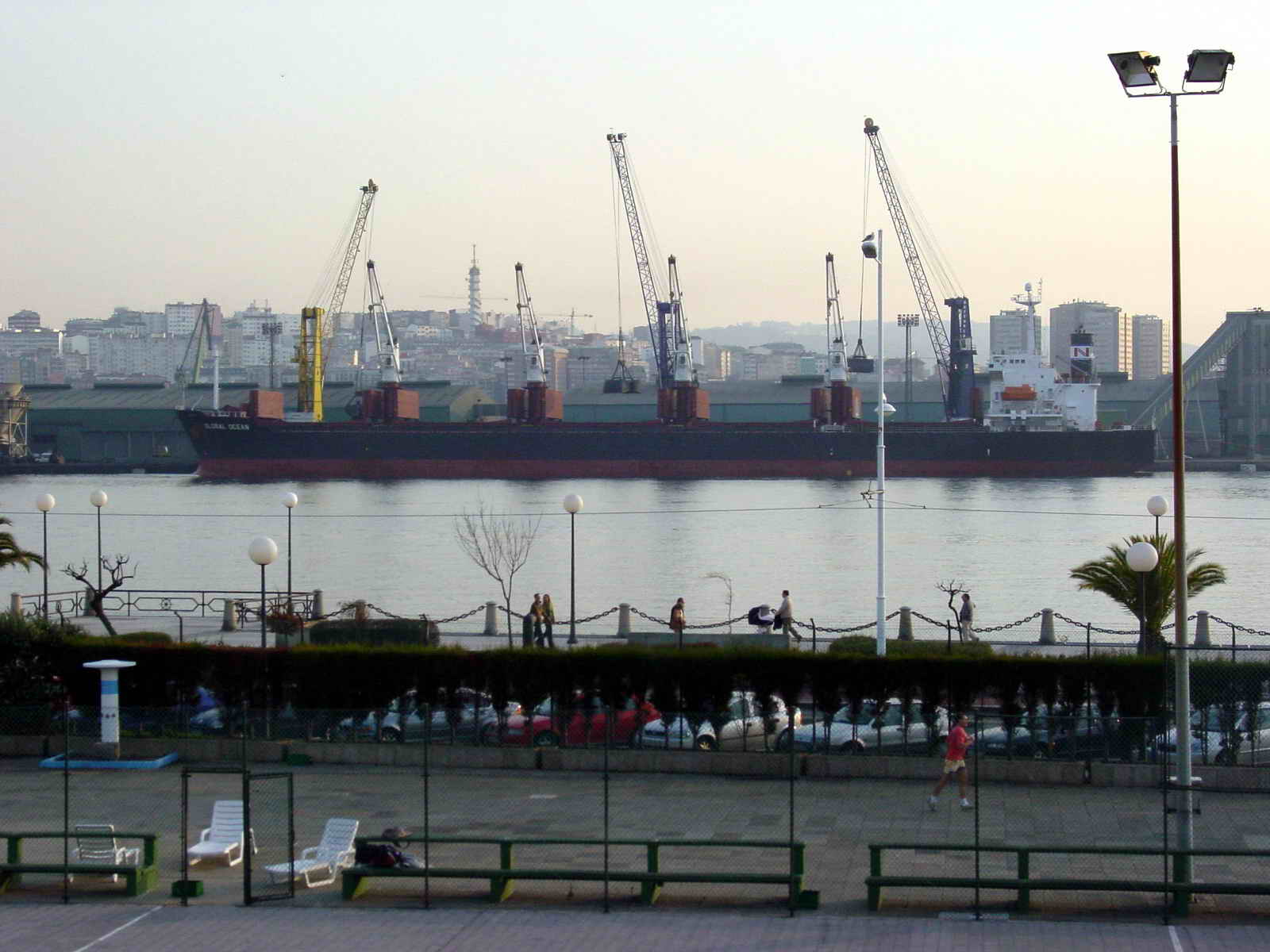
De haven van A Coruña

De haven van A Coruña is een voorname inkomstenbron van de stad, het is de grootste haven van Europa op het gebied van de handel in verse vis en zeevruchten. Verder wordt er gehandeld in aardolie en steenkool.
Het bedrijfsleven van A Coruña is vanaf de jaren tachtig gegroeid, mede doordat het de thuisbasis van twee belangrijke banken is, Caixa Galicia en Banco Pastor, en van Inditex, moederbedrijf van Zara en de op een na grootste textielfabrikant ter wereld. Buiten dat is de stad het centrum op het gebied van sociale voorzieningen, communicatie en dienstverlening van Galicië, die voor meer dan 30% van het BBP van de autonome regio zorgt.
A Coruña is in 2012 ernstig getroffen door de crisis.
Sinds 2011 rijdt de tram rond het oude stadsdeel niet meer. Na een ongeval in dat jaar bleek de technische infrastructuur niet (meer) op orde, waarna besloten is het tramverkeer stil te leggen.

## Bezienswaardigheden

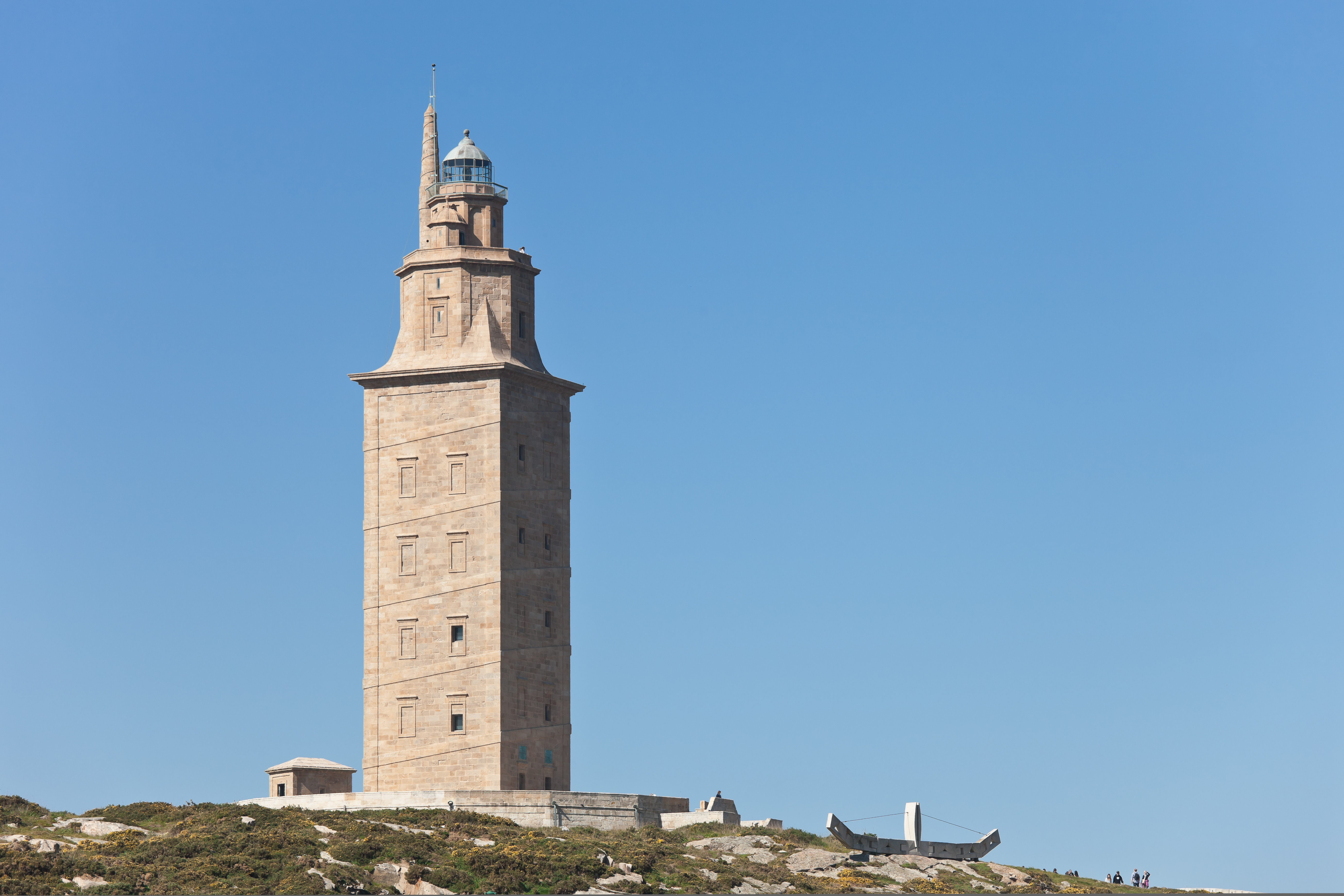
Torre de Hércules

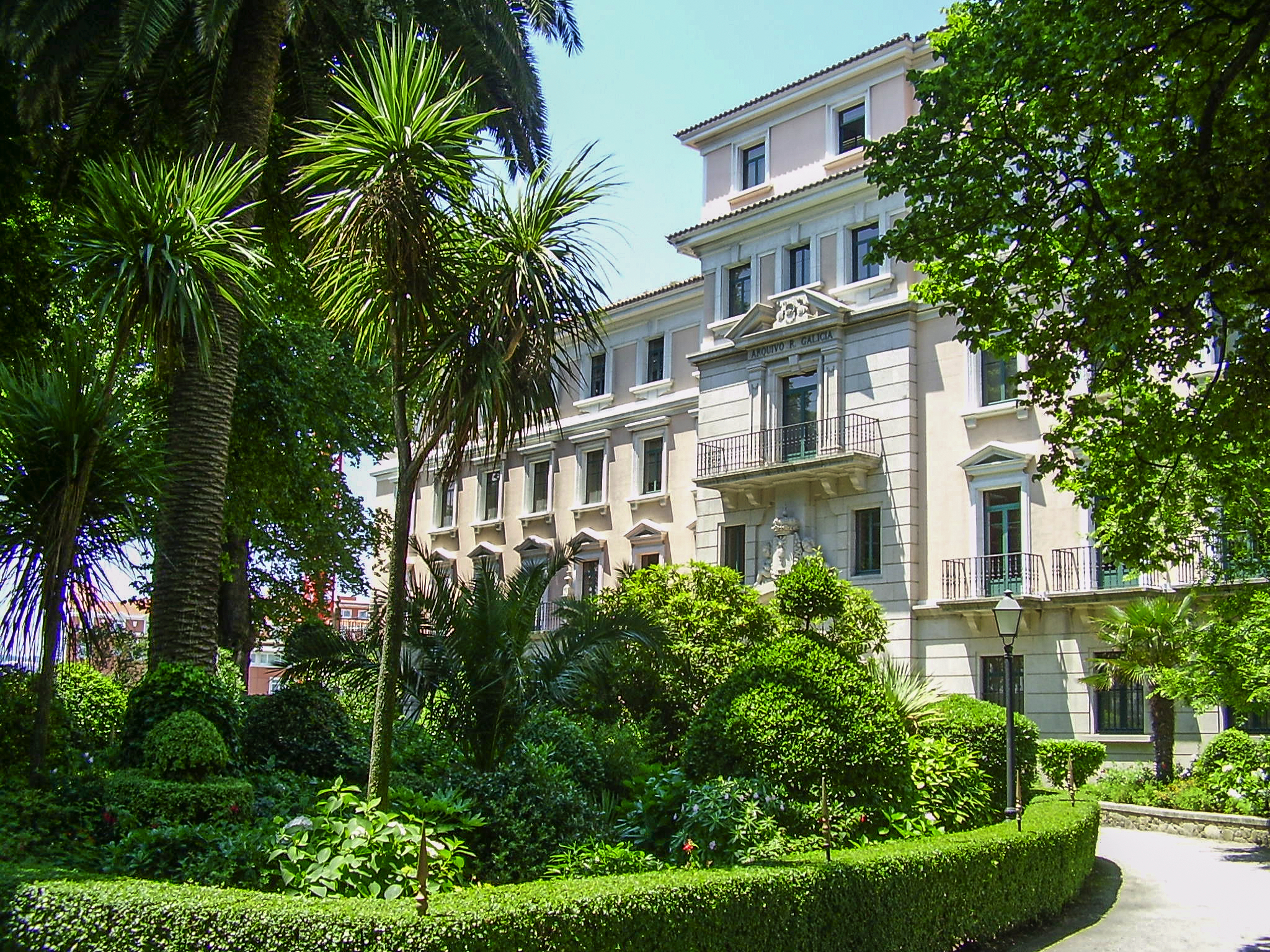
Archivo de Galicia

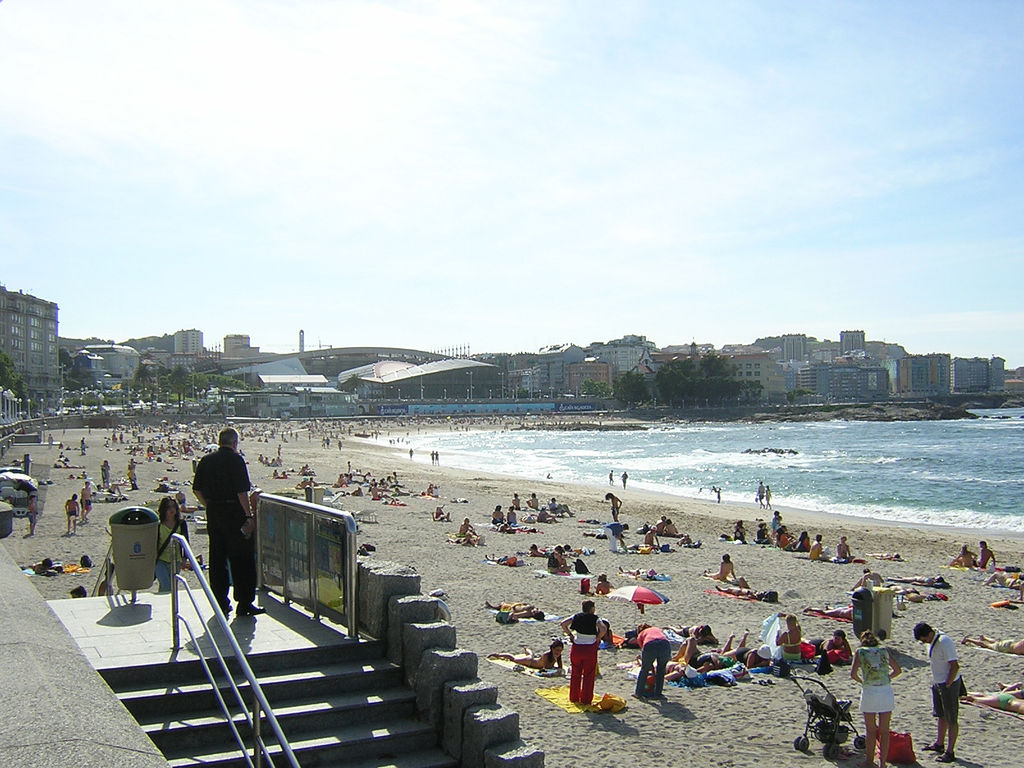
Strand Praia de Riazor

In de stad staan de volgende bezienswaardigheden:
- Castillo de San Antón
- Castro de Elviña
- Convento de Santo Domingo de la Coruña
- Iglesia Santa María del Campo
- Iglesia de Santiago
- Jardín de San Carlos (met het graf van John Moore) en Archivo del Reino de Galicia
- Palacio Municipal de María Pita
- Plaza de las Bárbaras
- Torre de Hércules: Romeinse vuurtoren

A Coruña ligt deels op een smal schiereiland. Aan de westkant van het smalste gedeelte is een zandstrand aan een diepe baai. Aan de oostkant ligt de haven.

### Musea
- Museo de Arte Contemporánea Unión Fenosa: Moderne kunstmuseum van A Coruña
- Museo Arqueolóxico e historico: Archeologisch en historisch museum van Galicië
- Museo de Artes Gráficas: Museum voor de Grafische kunsten
- Museo de Belas Artes: Museum voor de Schone kunsten
- Museo Militar Regional, met makettes van allerlei forten, kaarten van veldslagen, wapens en uniformen
- Casa Museo de Emilia Pardo Bazán
- Casa Museo de María Pita
- Casa del Hombre/Domus: Wetenschapsmuseum over het menselijk lichaam en evolutie
- Casa de las Ciencias: Technologisch wetenschapsmuseum
- Aquarium Finisterrae: Zeeaquarium van A Coruña, met o.a. een nagebouwde duikboot van Kapitein Nemo volgens de roman van Jules Verne.

## Cultuur
A Coruña heeft een aantal culturele voorzieningen, zoals het "Palacio de la Ópera", het "Teatro Rosalía de Castro" en de evenementenhal "Coliseum". Buiten het genoemde aantal musea, beschikt de stad ook over 25 expositiezalen, waarvan de bekendste de "Fundación Barrié de la Maza" en "Fundación Maria José Jove" zijn. Het straatbeeld van A Coruña wordt gekenmerkt door de glazen balkons of serres die soms hele verdiepingen van een gebouw kunnen beslaan.

### Onderwijs
In de provincie A Coruña bevinden zich een aantal universiteiten, te weten in de steden A Coruña, Ferrol en Santiago de Compostela. Voorheen was de universiteit van Santiago de enige in Galicië met verschillende departementen in andere Galicische steden. Later zijn deze departementen verworden tot zelfstandige universiteiten.

### Sport
De bekendste sportclub van A Coruña is Deportivo de La Coruña, de voetbalclub die in 2017 onder de (interim)leiding van Clarence Seedorf degradeerde uit de Primera División van Spanje. In het seizoen 2022/2023 komen ze in de Primera RFEF uit. Deze club speelt in het Estadio Municipal de Riazor. In dat stadion werden drie wedstrijden gespeeld voor het WK Voetbal van 1982 waarvoor A Coruña als speelstad was uitgekozen.
Een andere sportvereniging is de Hockey Club Liceo de la Coruña, die meerdere Spaanse kampioenschappen op haar naam heeft staan. De stad heeft verscheidene golfbanen, zeil- en jachthavens etc.

## Transport

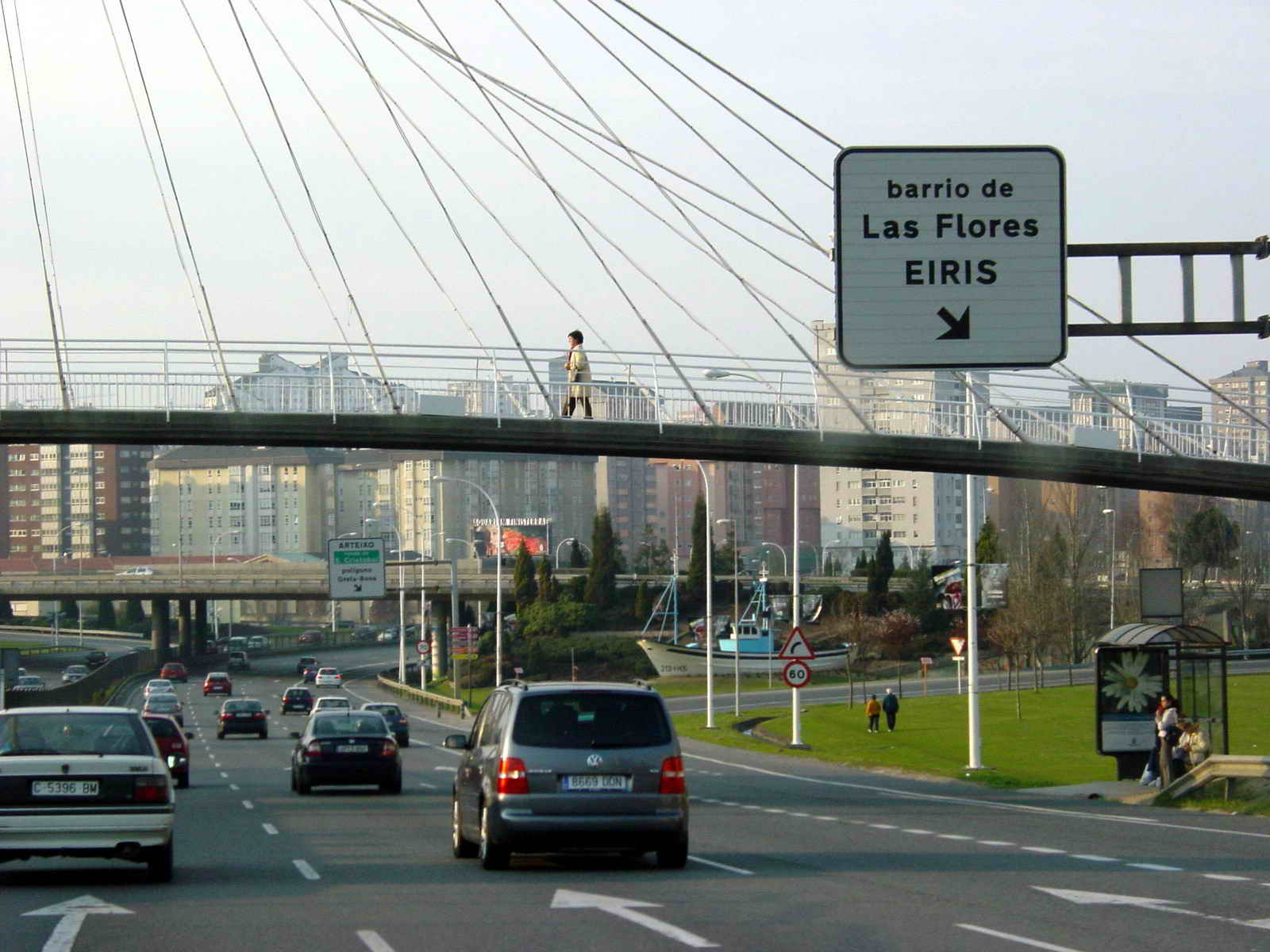
Ringweg van A Coruña

### Trein
Het grootste treinstation van A Coruña is het "Estación de San Cristovo". Van hieruit vertrekken elke dag twee treinen naar Madrid, één trein naar Burgos, Zaragoza en Barcelona en één trein naar Santander, Bilbao en Pamplona. Ook bestaan er regionale treinen naar onder andere Vigo, Santiago de Compostella en Ferrol.

A Coruña zal in de toekomst worden aangesloten op het net van hogesnelheidslijnen, de zogenaamde AVE, dat de stad verbindt met Madrid en wellicht met de Portugese stad Porto.

### Vliegveld
Het vliegveld van A Coruña bevindt zich in het nabijgelegen Alvedro. Het werd in 2009 gebruikt door iets minder dan 1 miljoen passagiers. Er zijn binnenlandse lijnvluchten naar de steden Madrid, Barcelona, Sevilla en Bilbao en de eilanden Tenerife, Gran Canaria en Mallorca. Ook bestaan er dagelijkse vluchten naar Londen, Parijs en Lissabon.

### Tram

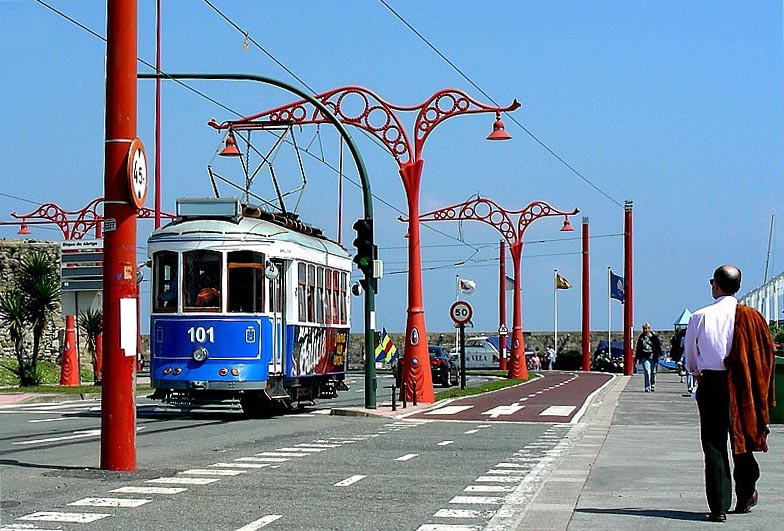
Oude tram op nieuwe tramlijn in A Coruña

In 1962 was de laatste tramlijn opgeheven in Coruña. In 1997 is echter een nieuwe tramlijn aangelegd langs de kust. Deze lijn wordt bereden door oude historische trams en wordt geëxploiteerd als een toeristische tramlijn. In 2012 bleek deze tramlijn door het gemeentebestuur uit dienst te zijn genomen, vanwege de hoge kosten.

## Bekende personen uit A Coruña
- Pedro Payo (1814-1889), aartsbisschop van Manilla
- Papus (1865-1916), esotericus
- Santiago Casares Quiroga (1884-1950), (Galicisch) staatsman
- Ricardo Dorado Janeiro (1907-1988), componist, muziekpedagoog en dirigent
- Fernando Rey (1917-1994), acteur
- Maria Casarès (1922-1996), Frans actrice van Galicische afkomst
- Luis Suárez (1935-2023), voetballer
- Amancio (1939-2023), voetballer
- Vicente López Carril (1942-1980), wielrenner
- Mario Casas (1986), acteur
- Pedro Mosquera (21 april 1988), voetballer
- Lucas Pérez Martínez (10 september 1988), voetballer
- Pablo Insúa (9 september 1993), voetballer

## Stedenbanden
- Cádiz
- Mariglianella

## Trivia
- De stad was in de voorbije jaren drie maal slachtoffer van een ecologische ramp.
- In 1976 raakt de olietanker de Urquinola de rotsen bij het binnenlopen van de haven, keert terug naar zee terwijl hij olie lekt waarna hij explodeert. 108.000 ton olie komt in de zee en op de stranden terecht.
- In 1992 loopt de olietanker Aegean Sea bij het naderen van de haven in een zware storm op de rotsen vast, breekt in tweeën en brandt volledig uit. 79.000 ton ruwe olie loopt in zee en bevuilt de kust over een lengte van 300 km.
- In 2002 lijdt de olietanker De Prestige schipbreuk, breekt uiteindelijk in tweeën en zinkt. Ten minste 11.000 ton ruwe olie stroomt in zee en bevuilt de kust over een lengte van 900 km.

## Afbeeldingen

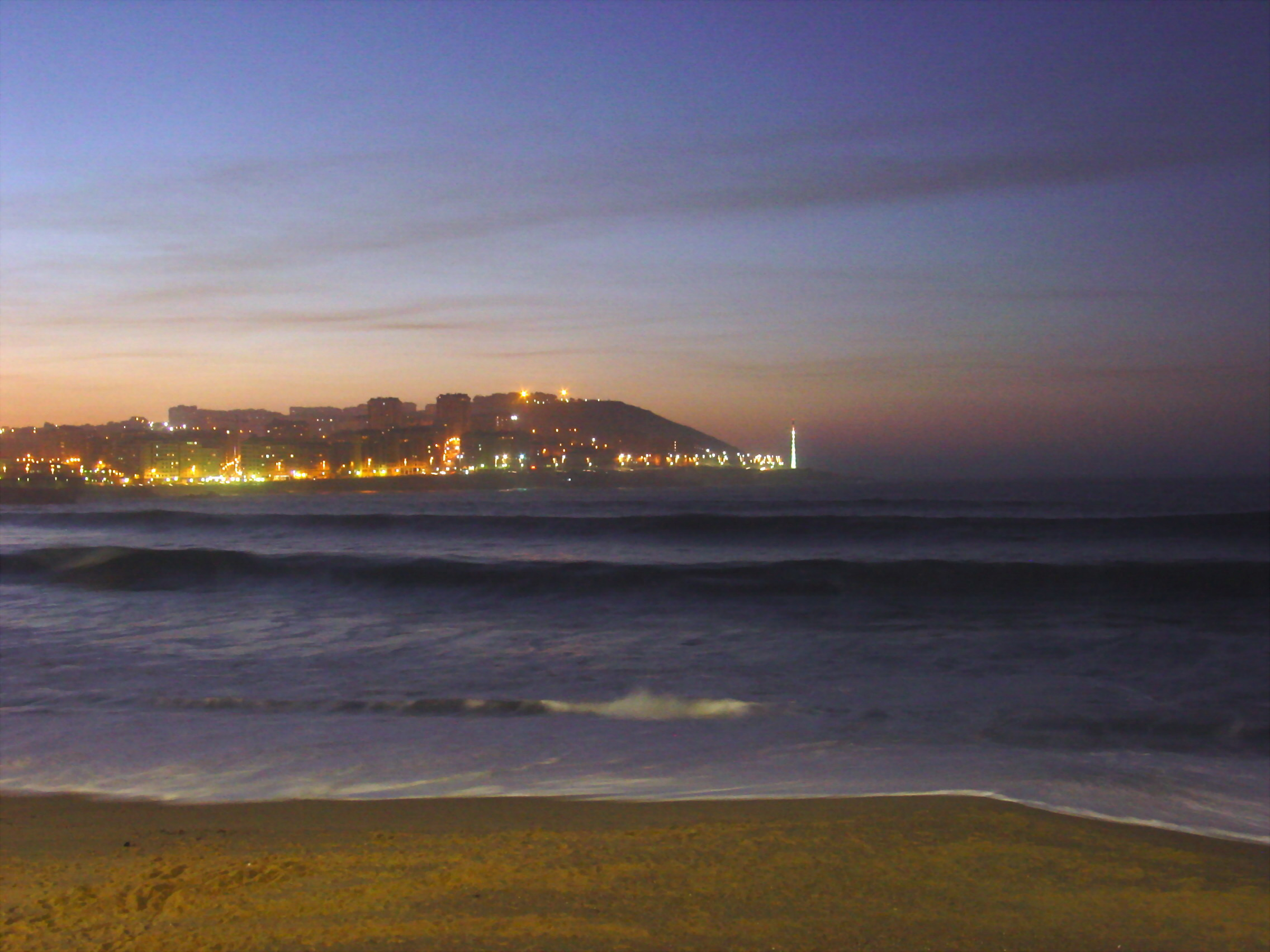
Playa de Orzán
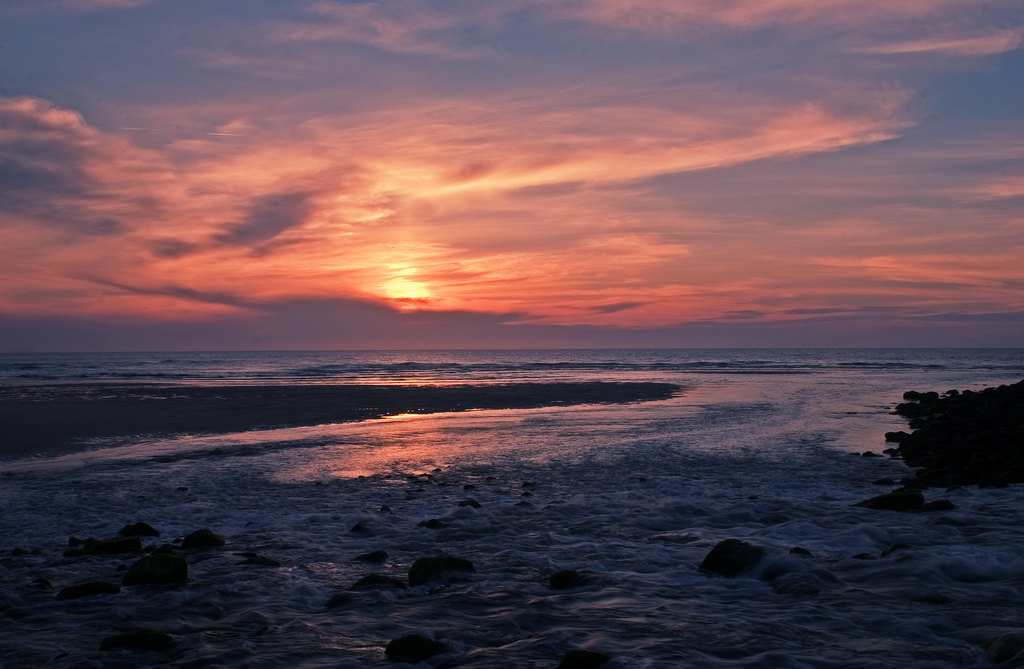
De haven bij nacht
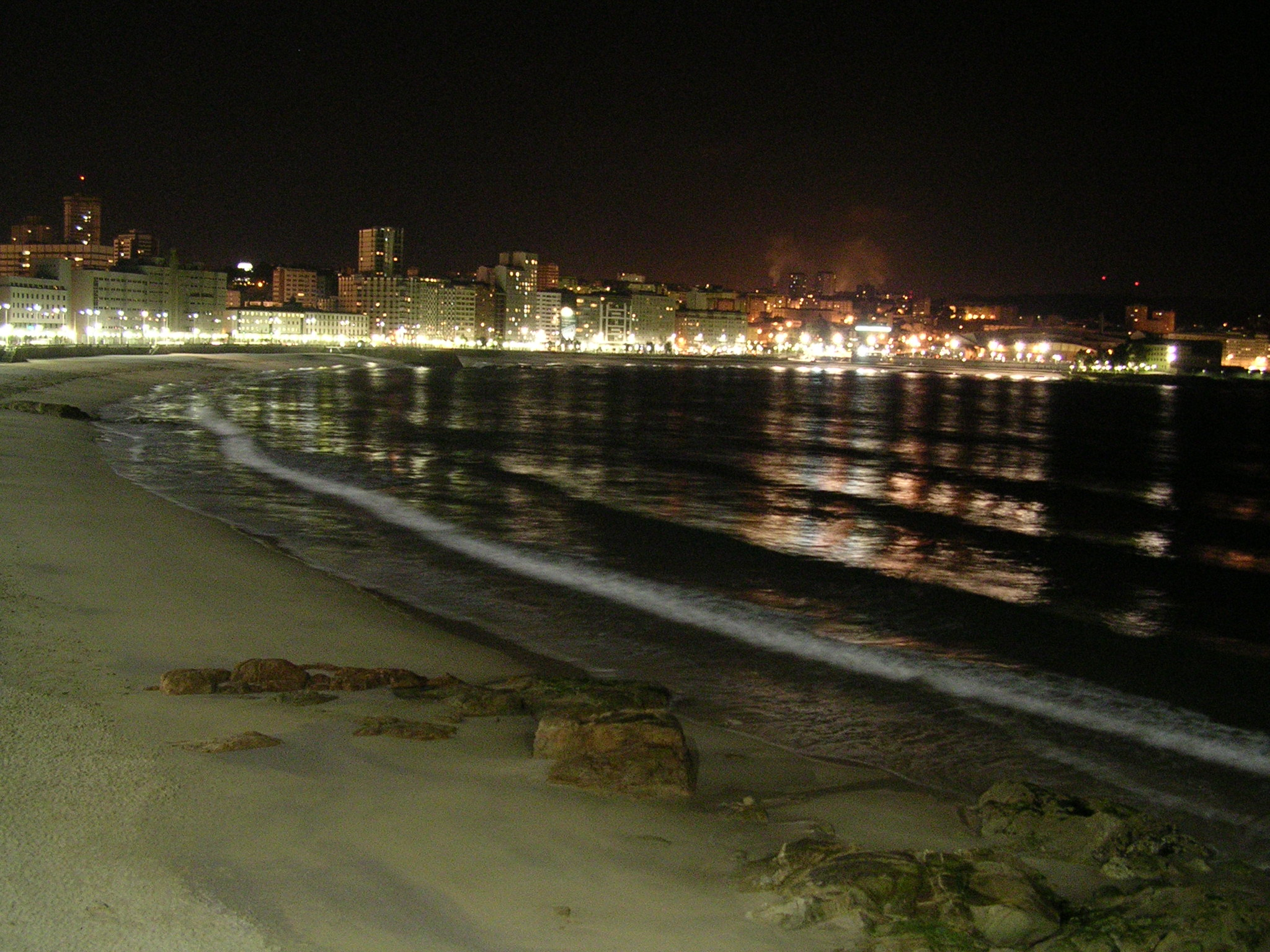
Het centrum bij nacht
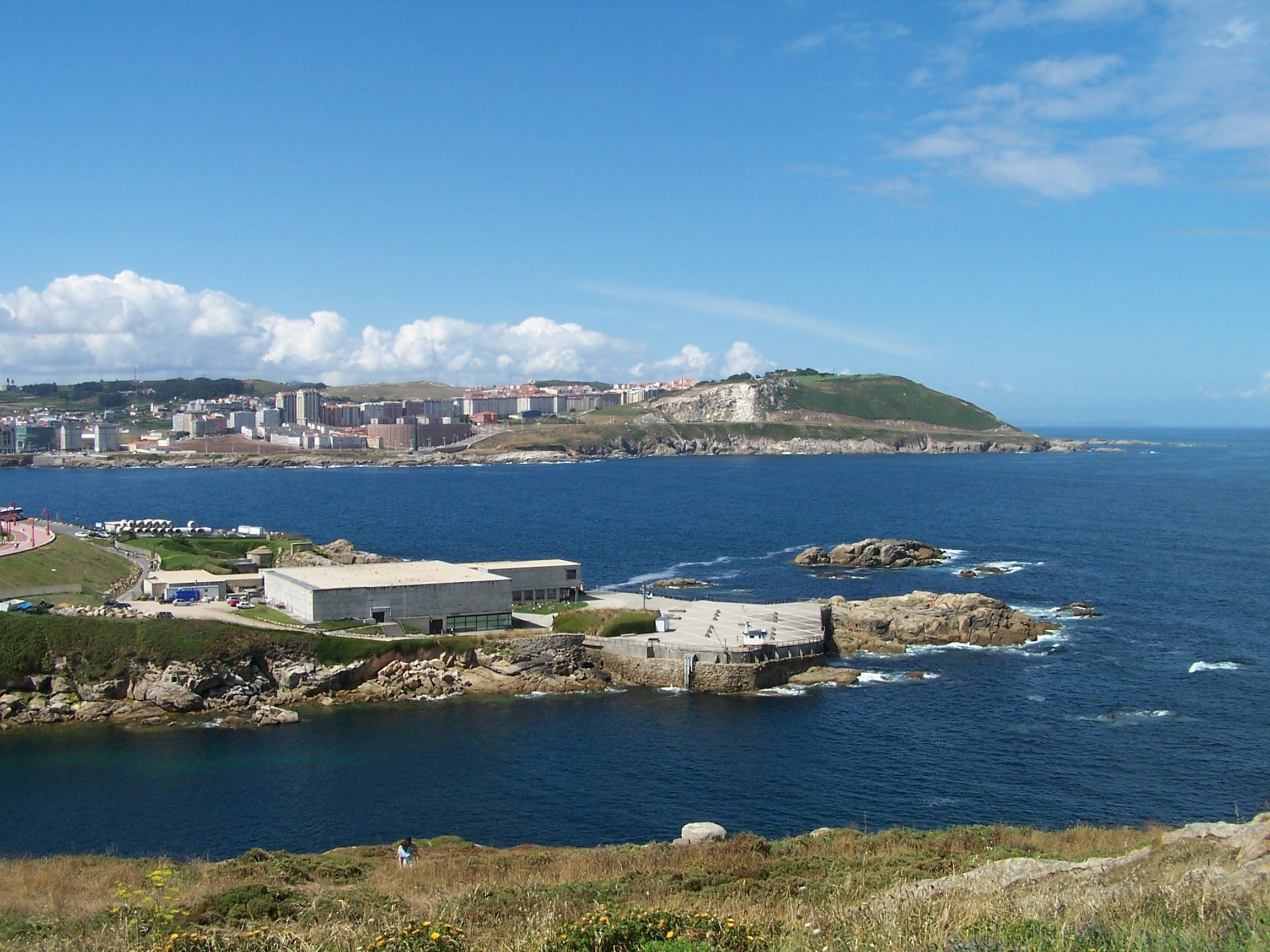
Paseo Marítimo

Albacete · Alicante · Almería · Ávila · Badajoz · Badalona · Barcelona · Bilbao · Burgos · Cáceres · Cádiz · Cartagena · Castelló de la Plana · Ceuta · Ciudad Real · Córdoba · A Coruña · Cuenca · Elche/Elx · Gijón · Girona · Granada · Guadalajara · L'Hospitalet de Llobregat · Huelva · Huesca · Jaén · Jerez de la Frontera · León · Lleida · Logroño · Lugo · Madrid · Málaga · Melilla · Mérida · Móstoles · Murcia · Oviedo · Ourense · Palencia · Palma · Las Palmas de Gran Canaria · Pamplona · Pontevedra · Sabadell · Salamanca · San Sebastián · Santa Cruz de Tenerife · Santander · Santiago de Compostella · Segovia · Sevilla · Soria · Tarragona · Terrassa · Teruel · Toledo · Valencia · Valladolid · Vigo · Vitoria-Gasteiz · Zamora · Zaragoza
Abegondo · Ames · Aranga · Ares · Arteixo · Arzúa · A Baña · Bergondo · Betanzos · Boimorto · Boiro · Boqueixón ·  Brión · Cabana de Bergantiños · Cabanas · Camariñas · Cambre · A Capela · Carballo · Cariño · Carnota · Carral · Cedeira · Cee · Cerceda · Cerdido · Coirós · Corcubión · Coristanco ·  A Coruña · Culleredo · Curtis · Dodro · Dumbría · Fene · Ferrol · Fisterra · Frades · Irixoa · A Laracha · Laxe · Lousame · Malpica de Bergantiños · Mañón · Mazaricos · Melide · Mesía · Miño · Moeche · Monfero · Mugardos · Muros · Muxía · Narón · Neda · Negreira · Noia · Oleiros · Ordes · Oroso · Ortigueira · Outes · Oza-Cesuras · Paderne · Padrón · O Pino · A Pobra do Caramiñal · Ponteceso · Pontedeume · As Pontes de García Rodríguez · Porto do Son · Rianxo · Ribeira · Rois · Sada · San Sadurniño · Santa Comba · Santiago de Compostella · Santiso · Sobrado · As Somozas · Teo · Toques · Tordoia · Touro · Trazo · Val do Dubra · Valdoviño · Vedra · Vilarmaior · Vilasantar · Vimianzo · Zas